# Chamaedorea elegans
Espèce
Synonymes
- Chamaedorea deppeana Klotzsch
- Chamaedorea elegans var. angustifolia M.Martens & Galeotti
- Chamaedorea helleriana  Klotzsch
- Chamaedorea pulchella Linden
- Collinia elegans  (Mart.) Oerst. (1859)[1]
- Kunthia deppei Zucc.
- Neanthe bella O.F.Cook
- Neanthe elegans  (Mart.) O.F.Cook
- Neanthe neesiana O.F.Cook
- Nunnezharia elegans (Mart.) Kuntze
- Nunnezharia pulchella (Linden) Kuntze [2]

Chamaedorea elegans (synonyme : Neanthe bella, entre autres) est une espèce de plantes à fleurs de la famille des Arecaceae (les palmiers). C'est une des 105 espèces du genre de palmiers Chamaedorea.
Il est originaire de la forêt pluviale du Mexique et du Guatemala. L'espèce est dioïque.

## Description
C'est un petit palmier de croissance très lente pouvant atteindre 2,5 mètres dans son habitat naturel. Il présente des tiges tubulaires souples sans épine avec un feuillage généralement penné.
Les fleurs apparaissent sur des pédoncules irrégulièrement branchus qui poussent en dessous ou parmi les feuilles. Les fleurs jaunes ont une certaine ressemblance avec celles du mimosa. Il arrive que des fruits pareils à des baies de la taille d'un pois se développent après la floraison.

## Mode de culture
Chamaedorea elegans est souvent cultivé comme plante d'appartement. Dans ce cas, il dépasse rarement 1 m de hauteur et 60 cm d'envergure. 
Il apprécie un terreau léger, une bonne humidité ambiante et un éclairage modéré sans soleil direct. Mais il s'accommode d'une certaine sécheresse, d'une forte humidité ou d'éclairage réduit.
En hiver il est préférable que la température ne dépasse pas 12 à 14 °C.
Il a eu beaucoup de succès à l'Époque victorienne car il tolérait les appartements sombres et peu chauffés.
La multiplication se fait uniquement par semis.